# Maja Serger van Panhuys

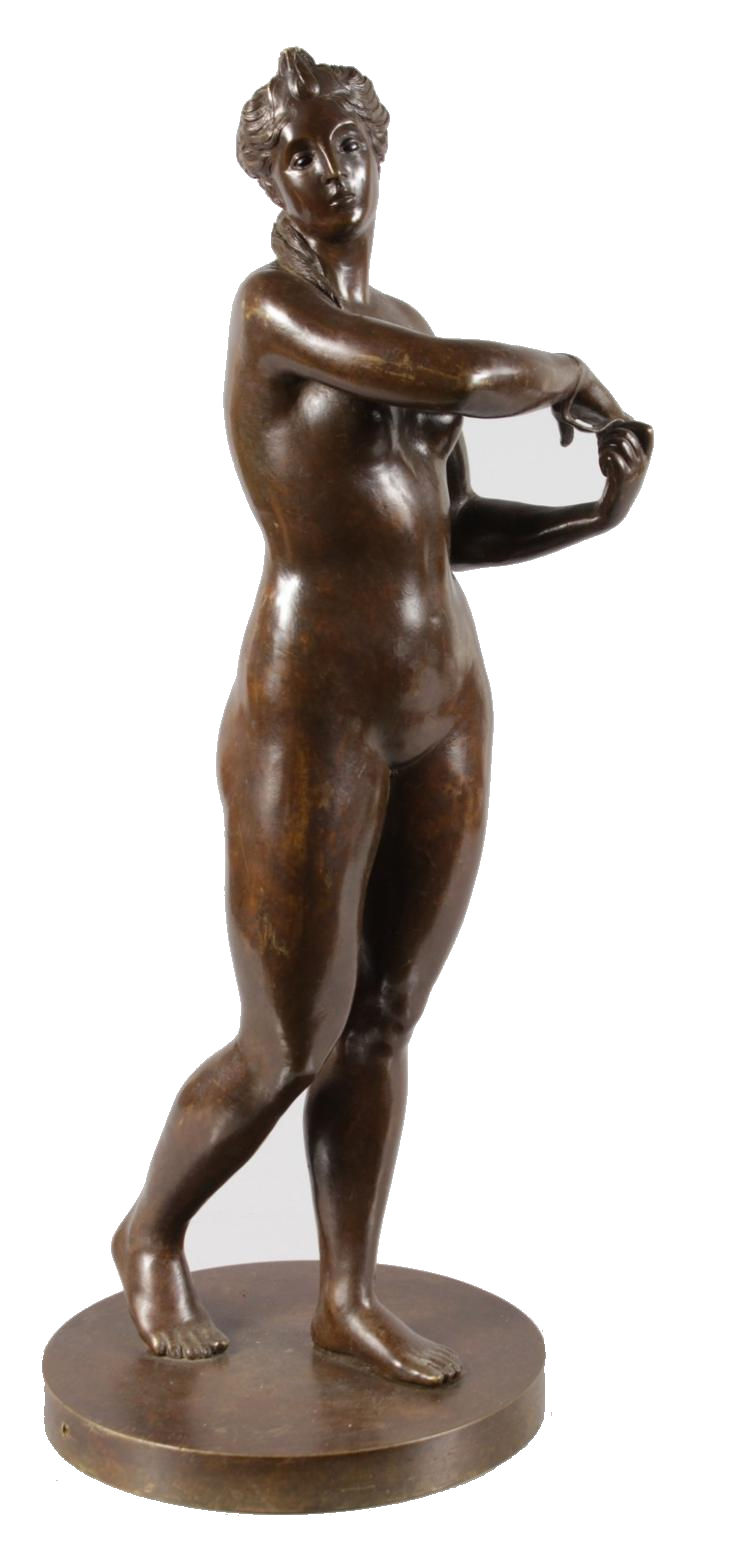
Vrouwelijk naakt (1925)

Maja Serger van Panhuys, eigenlijk Wendelina Cornera Serger-van Panhuys, (Leeuwarden, 16 november 1870 – Amsterdam, 16 december 1944) was een Nederlands beeldhouwer en tekenaar.

## Leven en werk
Jkvr. Maja van Panhuys was lid van de adellijke familie Van Panhuys en een dochter van jhr. Ferdinand Scato van Panhuys (1838-1875), controleur der directe belastingen en het kadaster, en jkvr. Marie Cornelie Sophie van Panhuys van Haeren (1847-1904). Ze was nog geen vijf jaar oud toen haar vader overleed. Nadat haar moeder hertrouwde, verhuisden ze naar Duitsland. Als 17-jarige wilde ze beeldhouwer worden en bezocht daarom in Berlijn Louis Tuaillon, professor aan de Akademie der Künste. Hij was onder de indruk van haar werk en na een toelatingsexamen werd ze toegelaten tot de hoogste klas van de academie. Ze trouwde in 1888 in Stuttgart met Franz Erwin Konstantin Rudolph Serger (1858-1917). Uit het huwelijk werd een aantal kinderen geboren, onder wie Wenny Serger (1894-1976), die net als haar moeder beeldhouwer werd. Het echtpaar Serger-van Panhuys scheidde in 1899, maar Maja bleef de naam van haar ex voeren. 
Buenos Aires
Serger van Panhuys maakte figuratief werk, voornamelijk figuurstudies en bustes. Op advies van haar leermeester vertrok ze na diens overlijden in 1919 naar Argentinië, dat op kunstgebied nog "maagdelijk" was. Ook haar beelden werden verscheept en binnen twee weken na aankomst had ze een expositie in de Salon Müller in Buenos Aires. Haar werk viel in de smaak en ze kreeg onder meer een opdracht van de gemeente om een fontein te ontwerpen. In deze tijd maakte ze ook de Bron, een beeld van een gehurkte, naakte vrouw die met een nam water opschept. Het werk, waarvoor een Braziliaanse acrobate model had gestaan, werd uitgevoerd in marmer en opgenomen in een particuliere collectie. 
Na diverse ongeregeldheden, naar verluidt uit de hoek van afgunstige Argentijnse kunstenaars, voelde de beeldhouwster zich niet langer veilig en verliet ze het land.
Rome
Ze verhuisde naar Rome, waar ze in 1923 exposeerde en professor Tibertelli de Pisis een lezing over haar werk hield voor de Nederlandse kolonie ter plaatse. Ook tijdens haar jaren in Rome kreeg ze diverse opdrachten, onder meer voor bustes van de heilige Madeleine-Sophie Barat, van Paul Voûte sr. en van oud-minister Willem Treub. Door de laatste kwam er eind jaren 20 ook in Nederland aandacht voor haar werk, ze haalde de landelijke pers en er verschenen artikelen over haar in onder andere de De Prins, De Hollandsche Lelie en Morks Magazijn. In juni 1929 werd de marmeren uitvoering van Treubs buste getoond in de etalage van kunsthandel Sala aan het Noordeinde in Den Haag.
Maja Serger van Panhuys verliet Rome begin jaren 30 en woonde nog in Nowawes bij Potsdam (-1934), Den Haag (1934-1938) en Luzern (1938-1939). Begin 1939 vestigde ze zich in Amsterdam. Ze overleed daar in 1944, op 74-jarige leeftijd.

## Enkele werken
- figuurstudie in brons van een paard van de voormalige Duitse keizer Wilhelm II, in de collecties van Museum Huis Doorn en het Nederlandsch Historisch Instituut in Rome.
- De Bron, particuliere collectie.
- 1923 beeldje van de zalige Theresia.[10]
- 1925 bronzen buste van Madeleine-Sophie Barat voor het klooster van de Zusters van Sacré-Coeur in Rome, ter gelegenheid van haar heiligverklaring.
- 1925-1926 ontwerp n.a.v. prijsvraag voor een monument ter herdenking van Petrus Canisius. Toon Dupuis won de prijsvraag en voerde het standbeeld van Petrus Canisius uit.
- ontwerp van een gevelversiering voor het Canisius College in Nijmegen (niet uitgevoerd).
- 1927 marmeren buste van Mari Paul Voûte sr. (1856-1928), ter gelegenheid van diens 70e verjaardag, collectie Rijksmuseum Amsterdam.[11]
- 1928-1929 buste van Willem Treub, ter gelegenheid van diens 70e verjaardag. De gipsen uitvoering werd in 1928 gemaakt, een jaar later was de marmeren versie gereed.
- 1928 "La Lumière de la Pensée", een beeld in Seravezza-marmer op half-levensgrootte van een Romeins meisje met een olielampje.
- 1929 ontwerpen voor huizen in Europees-Indische stijl. Zij publiceerde hierover een serie artikelen in het tijdschrift Tropisch Nederland, voorzien van eigen illustraties.[12]
- buste van pater Francesco Maria della Croce Jordan voor het Salvatorianenklooster in Rome.

## Fotogalerij

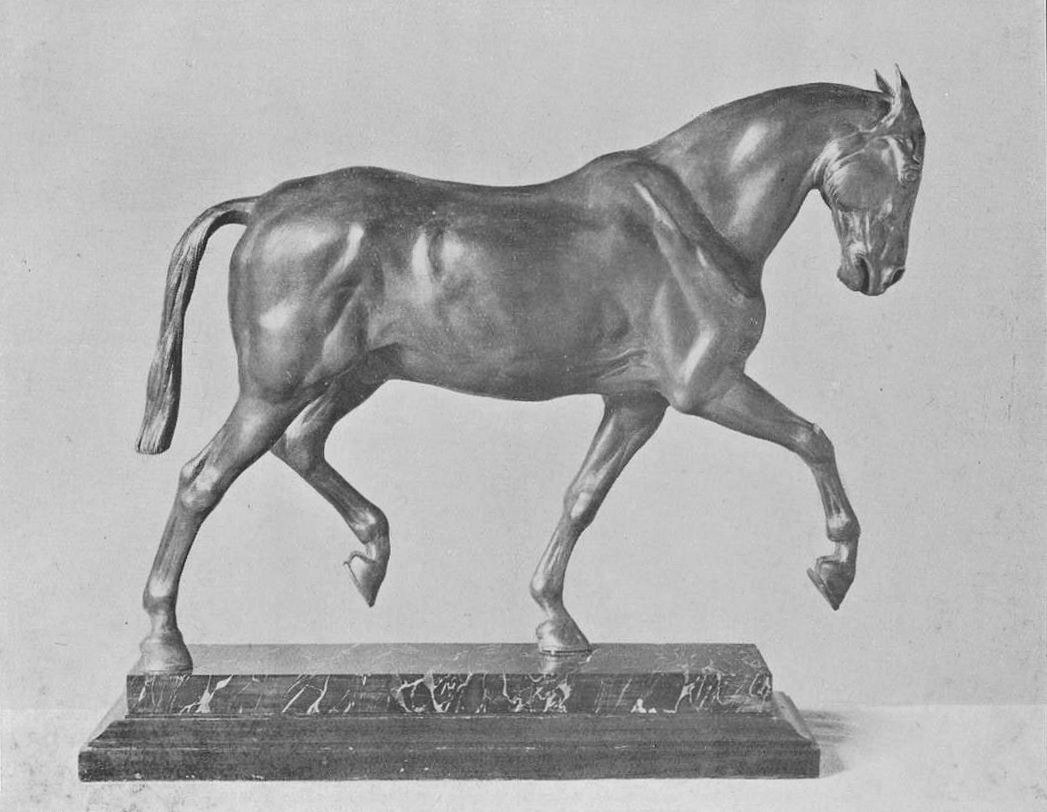
Paard van den ex-keizer van Duitschland
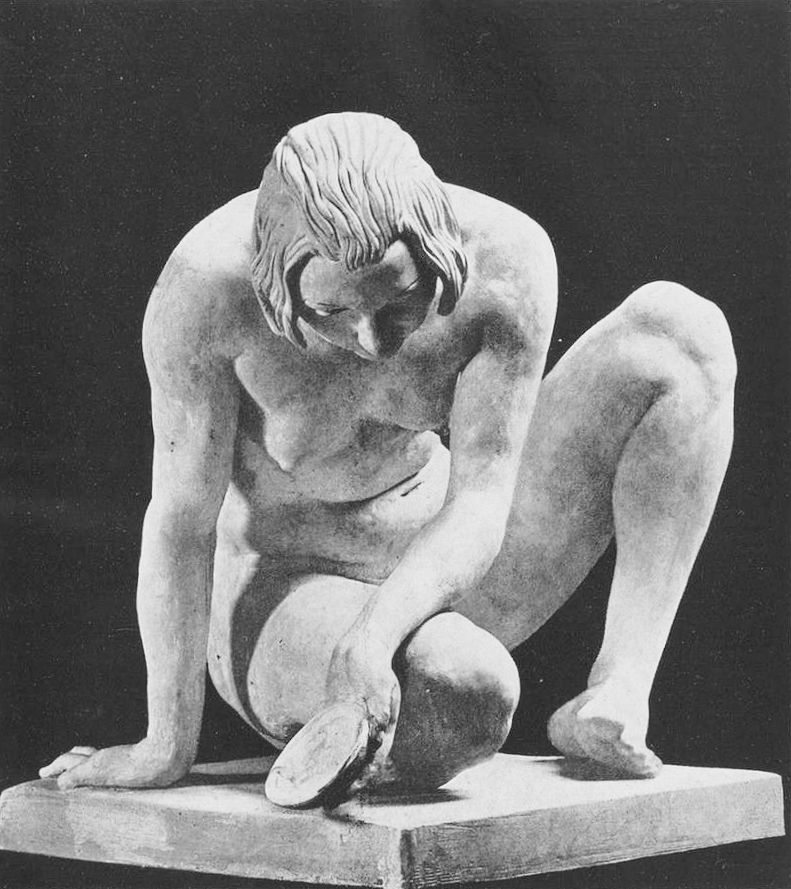
De Bron
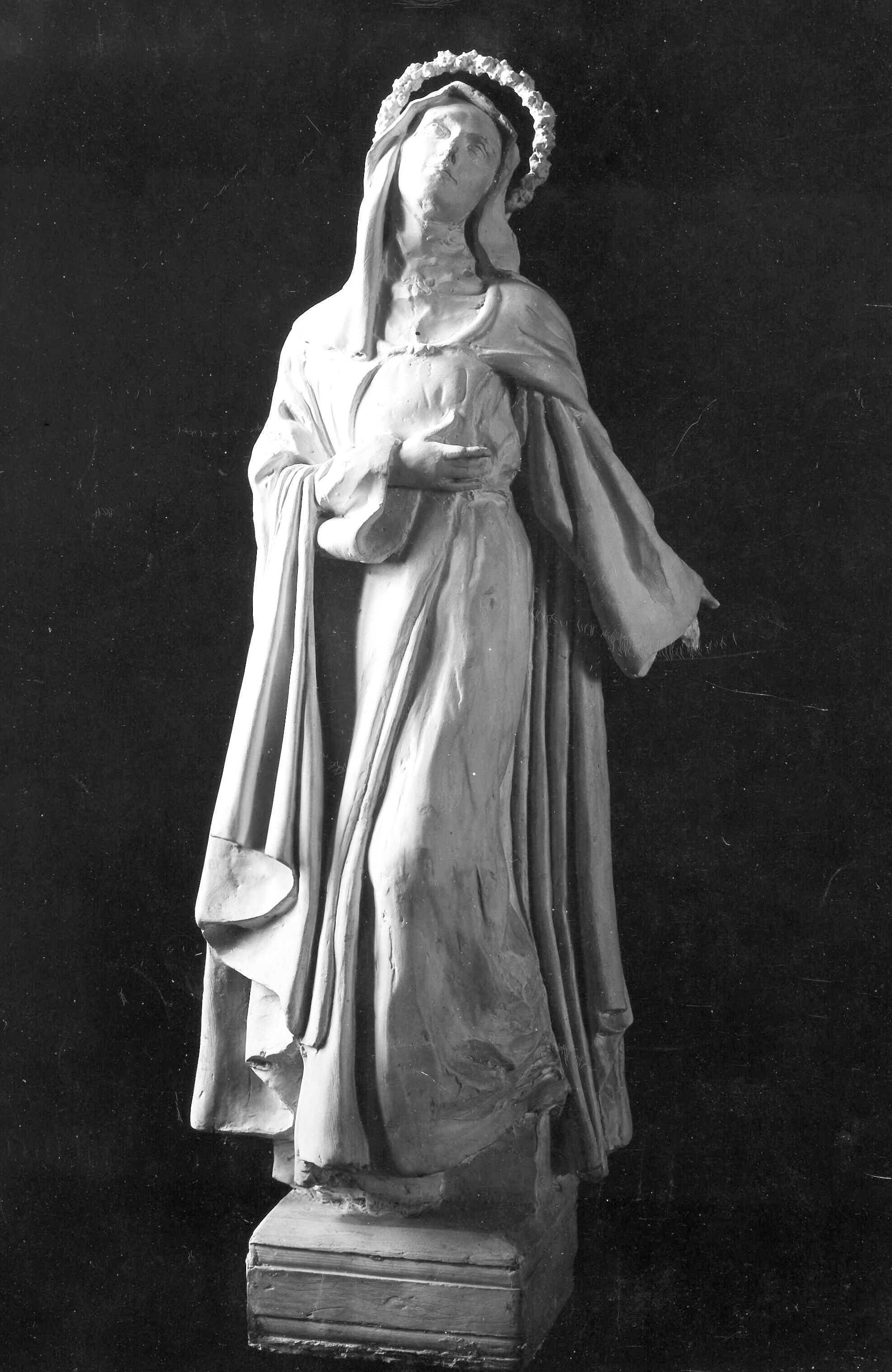
Theresia (1923)
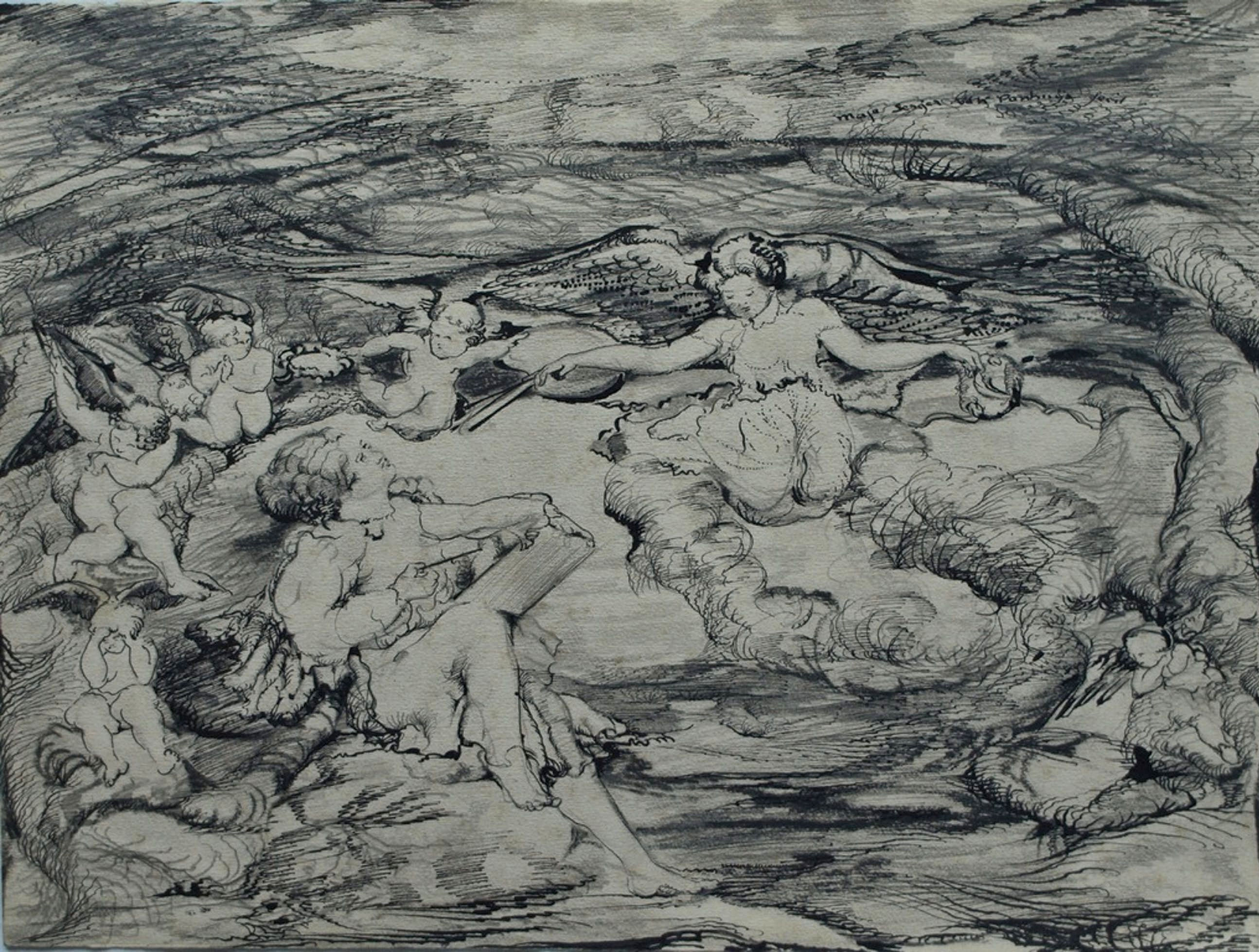
Tekening in inkt (ca. 1925)
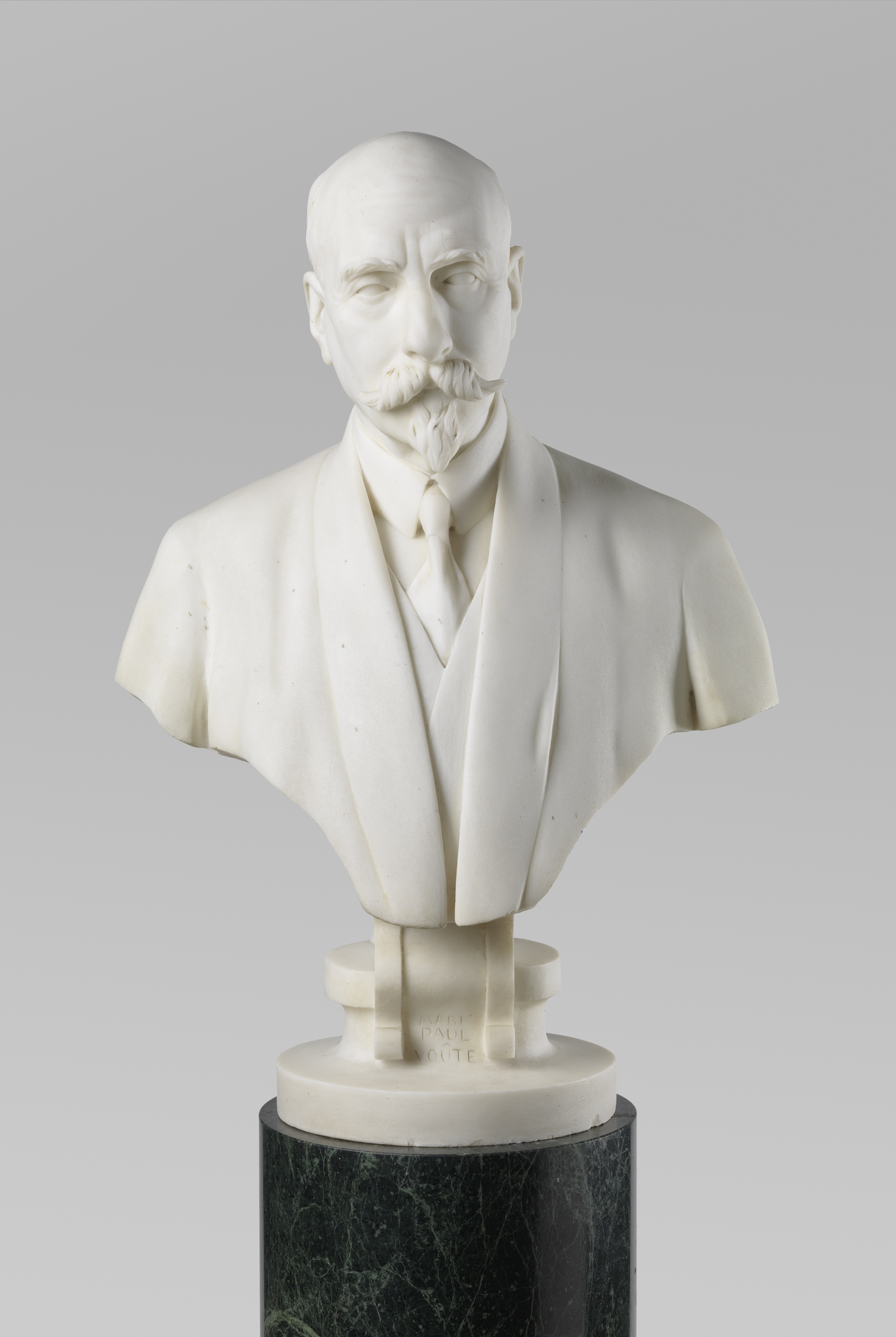
buste van M.P. Voûte (1927)
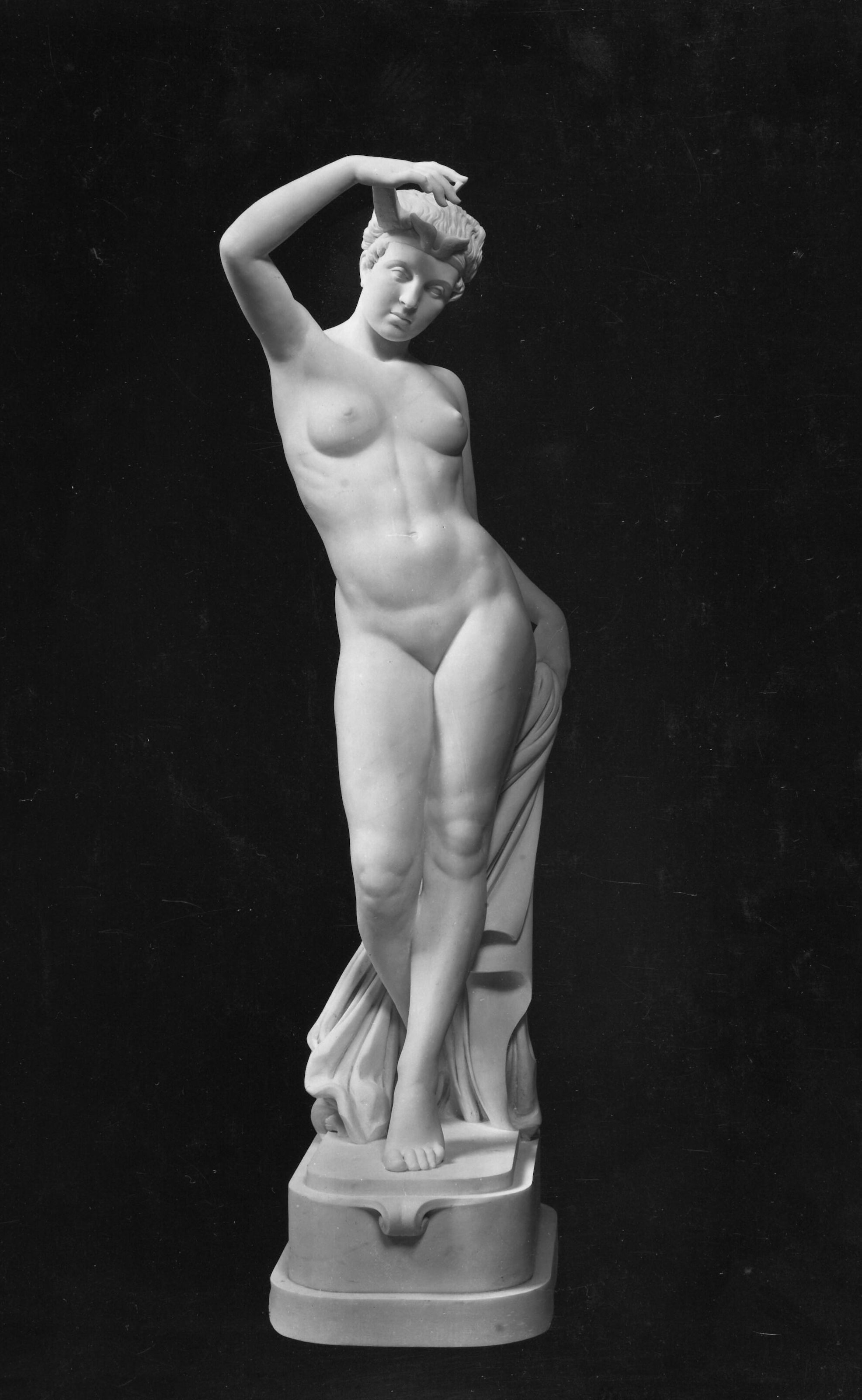
Vrouwelijk naakt (ca. 1929)
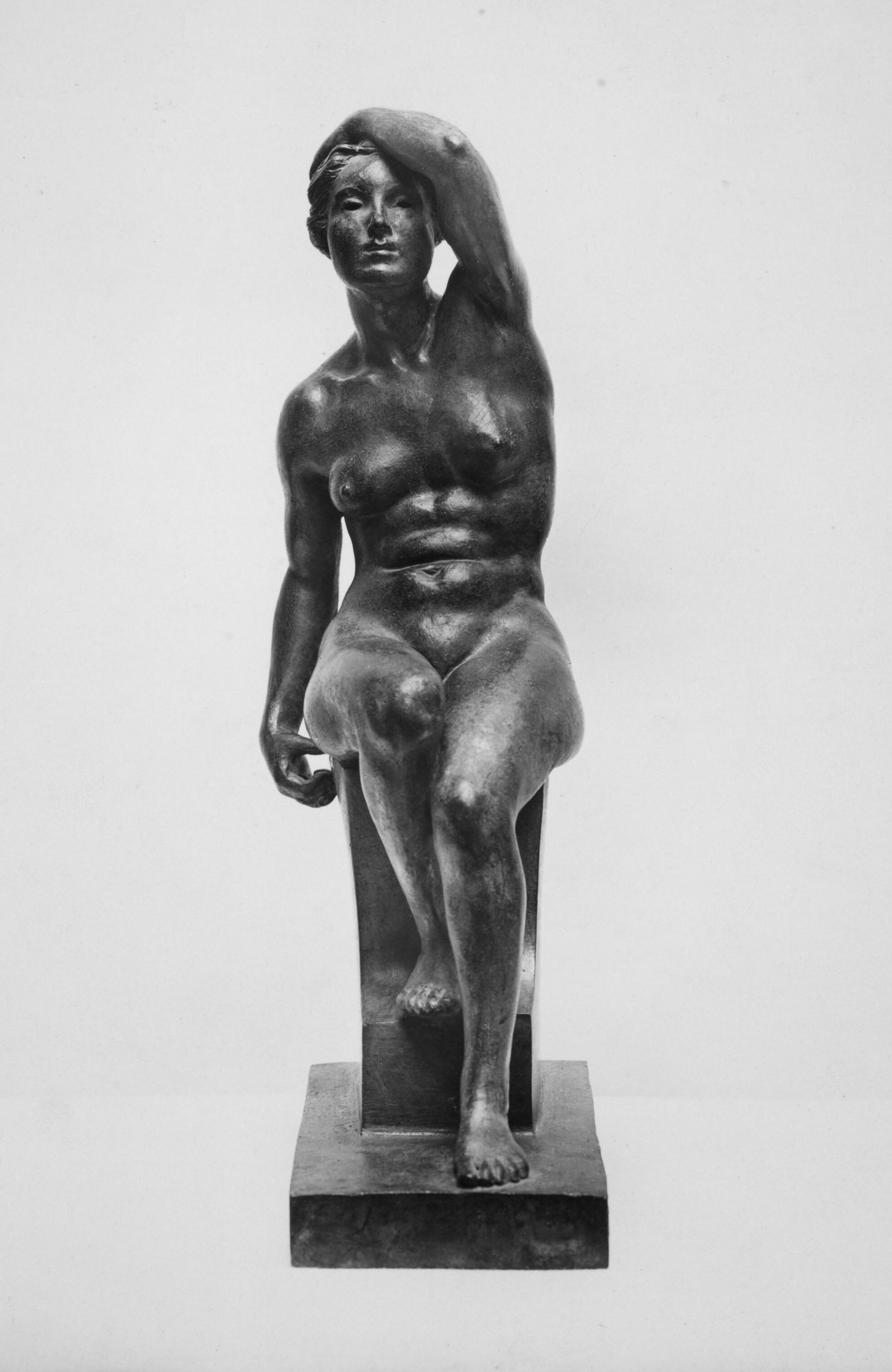
Zittend vrouwelijk naakt (ca. 1929)
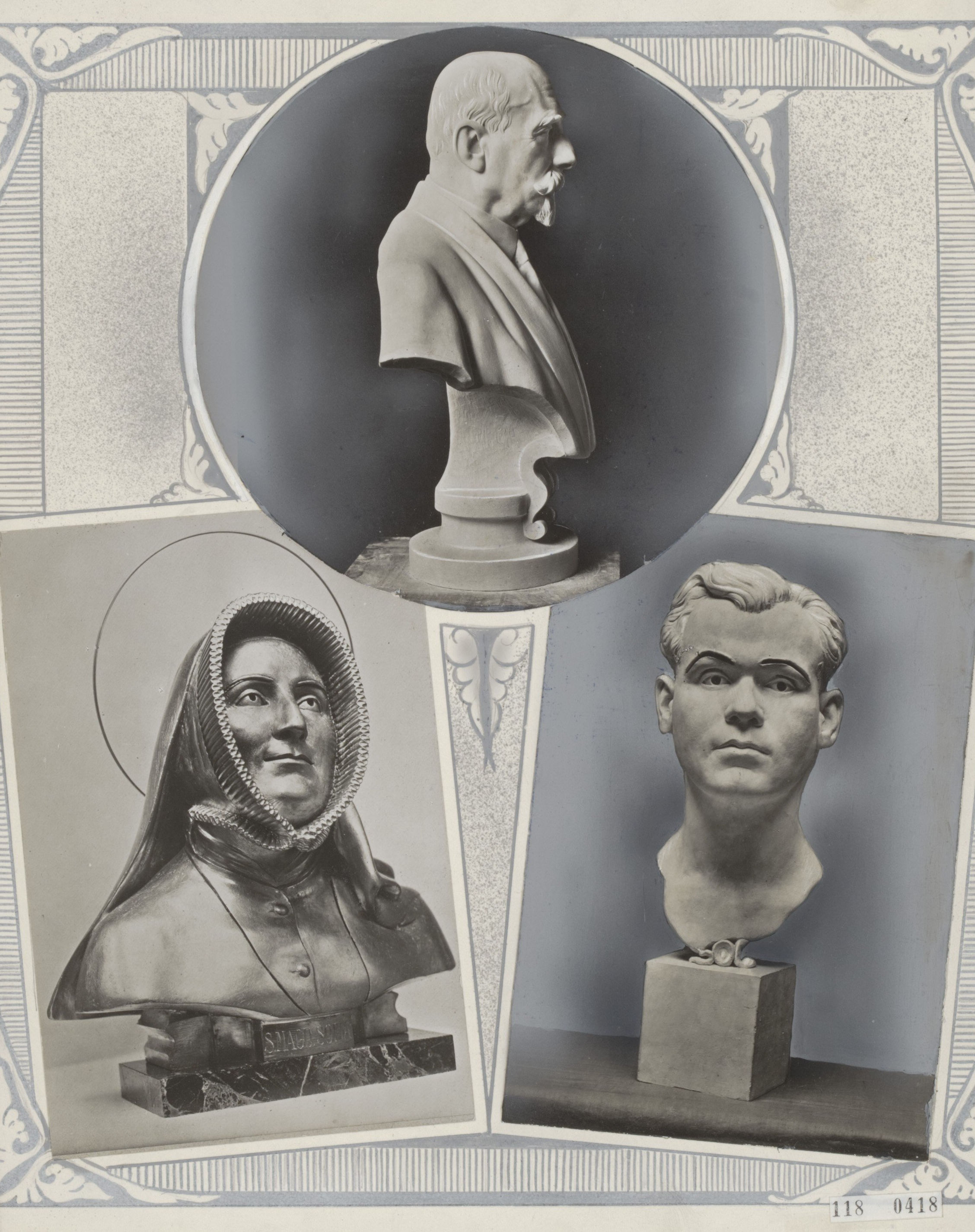
Beeldhouwwerken van Maja Serger van Panhuys (1929), met de bustes van Voûte (bovenaan) en Barat (linksonder)

- Biografisch Portaal: 09866505
- RKD-Nederlands Instituut voor Kunstgeschiedenis: 89544